# Grünau (Schollbrunn)
Grünau ist ein Gemeindeteil der Gemeinde Schollbrunn im unterfränkischen Landkreis Main-Spessart in Bayern.

## Geographie
Durch die Kartause fließt der Kropfbach, der zwischen Schneidmühle und Eisenhammer in den Haslochbach mündet. Durch Grünau führt der Fränkische Marienweg.

## Geschichte
Die Kartaus geht auf das Kloster Grünau zurück.